# 2006年度SINA Music樂壇民意指數頒獎禮得獎名單
2006年度樂壇民意指數頒獎禮於2007年1月29日香港國際展貿中心舉行，主題為「1人1票，網上發聲」，主持為崔建邦、傅穎，當晚共頒發18個項目，其中14項「我最喜愛」獎項為由網民選舉得出，別具意義，總共27個獎項，以下為當晚的得獎名單：

## 得獎名單
- 全年最高收聽率歌曲 
  - 《愛得太遲》 ——古巨基
- 最高收聽率歌曲
  - 第二位：《大傻》 ——楊千嬅
  - 第三位：《離家出走》 ——衛蘭
  - 第四位：《情歌》 ——側田
  - 第五位：《在你遙遠的附近》 ——方力申
  - 第六位：《富士山下》 ——陳奕迅
  - 第七位：《小峽谷之1234》 ——薛凱琪
  - 第八位：《紅綠燈》 ——鄭融
  - 第九位：《愛愛愛》 ——方大同
  - 第十位：《後窗知己》 ——謝安琪

- 新歌試聽 —合唱歌曲獎
  - 《十分．愛》 ——方力申、鄧麗欣

- 新浪直播室 —最高收視大獎
  - 《衞蘭x衞詩新碟專訪》

- 最高收視MV大獎
  - 《糖不甩》 ——薛凱琪

- 我最喜愛至尊國語金曲
  - 《銀色公路》 ——郭富城

- 我最喜愛唱作人
  - 側田

- 我最喜愛演唱會
  - 《側田One Good Show！演唱會》 ——側田

- 我最喜愛男新人
  - 關楚耀

- 我最喜愛女新人
  - 衛詩

- 我最喜愛新樂隊組合
  - Zarahn

- 我最喜愛至尊大碟
  - 《Human我生》 ——古巨基

- 我最喜愛男歌手（香港）
  - 古巨基

- 我最喜愛女歌手（香港）
  - 楊千嬅

- 我最喜愛組合（香港）
  - at17

- 我最喜愛全國男歌手
  - 郭富城

- 我最喜愛全國女歌手
  - 周筆暢

- 我最喜愛全國組合
  - S.H.E

- 我最喜愛至尊金曲
  - 《愛得太遲》 ——古巨基

## 媒體播放
於香港、中國、台灣網上直播及重溫。另外，本年度之賽果並不計算入四台聯頒音樂大獎內。

## 參看
- SINA Music樂壇民意指數頒獎禮